# Erik Condra
Erik Condra (né le 6 août 1986 à Détroit, dans l'État du Michigan aux États-Unis) est un joueur professionnel américain de hockey sur glace. Il évolue au poste d'attaquant.

## Carrière de joueur
En 2003, Condra commence sa carrière en junior avec les Bandits de Texarkana dans la NAHL. Il porte les couleurs des Stars de Lincoln dans l'USHL lors de la saison 2004-2005. Il rejoint les Fighting Irish de Notre Dame dans la CCHA en 2005. Il est choisi au septième tour, en 211e position par les Sénateurs d'Ottawa lors du Repêchage d'entrée dans la LNH 2006. Il est nommé capitaine des Fighting Irish en 2008-2009. Les Fighting Irish sont champions de la CCHA en 2007 et 2009. Il passe professionnel avec les Senators de Binghamton dans la Ligue américaine de hockey en 2009. Il joue son premier match dans la Ligue nationale de hockey le 15 février 2011 avec les Senators face aux Islanders de New York. Il inscrit son premier point avec une assistance. Il marque ses deux premiers buts, dont celui de la victoire face aux Flyers de Philadelphie le 26 février 2011. Il finit la saison avec Binghamton. Les Senators remportent la Coupe Calder 2011.
Lors du lock out 2012-2013 de la LNH, il part en Allemagne. Il évolue dans l'Oberliga, le troisième niveau national avec l'EV Füssen puis au niveau supérieur dans la 2.bundesliga avec le SC Riessersee.
Le 1er juillet 2015, il signe un contrat de trois saisons avec le Lightning de Tampa Bay. Le Lightning est entraîné par Jon Cooper qui a dirigé Condra chez les Bandits de Texarkana dans l'USHL.

## Trophées et honneurs personnels

### CCHA
- 2005-2006 : nommé dans l'équipe des recrues.
- 2008-2009 : nommé dans la deuxième équipe d'étoiles.

## Statistiques
| Saison     | Équipe                       | Ligue        |     | Saison régulière | Saison régulière | Saison régulière | Saison régulière | Saison régulière |   | Séries éliminatoires | Séries éliminatoires | Séries éliminatoires | Séries éliminatoires | Séries éliminatoires |
| Saison     | Équipe                       | Ligue        | PJ  | B                | A                | Pts              | Pun              | PJ               | B | A                    | Pts                  | Pun                  |                      |                      |
| 2003-2004  | Bandits de Texarkana         | NAHL         | 56  | 20               | 24               | 44               | 71               | -                | - | -                    | -                    | -                    |                      |                      |
| 2004-2005  | Stars de Lincoln             | USHL         | 60  | 30               | 30               | 60               | 56               | 4                | 0 | 2                    | 2                    | 4                    |                      |                      |
| 2005-2006  | Fighting Irish de Notre Dame | NCAA         | 36  | 6                | 28               | 34               | 32               | -                | - | -                    | -                    | -                    |                      |                      |
| 2006-2007  | Fighting Irish de Notre Dame | NCAA         | 42  | 14               | 34               | 48               | 18               | -                | - | -                    | -                    | -                    |                      |                      |
| 2007-2008  | Fighting Irish de Notre Dame | NCAA         | 41  | 15               | 23               | 38               | 26               | -                | - | -                    | -                    | -                    |                      |                      |
| 2008-2009  | Fighting Irish de Notre Dame | NCAA         | 40  | 13               | 25               | 38               | 34               | -                | - | -                    | -                    | -                    |                      |                      |
| 2009-2010  | Senators de Binghamton       | LAH          | 80  | 11               | 27               | 38               | 61               | -                | - | -                    | -                    | -                    |                      |                      |
| 2010-2011  | Senators de Binghamton       | LAH          | 55  | 17               | 30               | 47               | 28               | 23               | 5 | 12                   | 17                   | 8                    |                      |                      |
| 2010-2011  | Sénateurs d'Ottawa           | LNH          | 26  | 6                | 5                | 11               | 12               | -                | - | -                    | -                    | -                    |                      |                      |
| 2011-2012  | Sénateurs d'Ottawa           | LNH          | 81  | 8                | 17               | 25               | 30               | 7                | 1 | 0                    | 1                    | 0                    |                      |                      |
| 2012-2013  | EV Füssen                    | Oberliga     | 7   | 8                | 11               | 19               | 2                | -                | - | -                    | -                    | -                    |                      |                      |
| 2012-2013  | SC Riessersee                | 2.bundesliga | 10  | 10               | 5                | 15               | 8                | -                | - | -                    | -                    | -                    |                      |                      |
| 2012-2013  | Sénateurs d'Ottawa           | LNH          | 48  | 4                | 8                | 12               | 34               | 10               | 1 | 6                    | 7                    | 2                    |                      |                      |
| 2013-2014  | Sénateurs d'Ottawa           | LNH          | 76  | 6                | 10               | 16               | 30               | -                | - | -                    | -                    | -                    |                      |                      |
| 2014-2015  | Sénateurs d'Ottawa           | LNH          | 68  | 9                | 14               | 23               | 30               | 6                | 1 | 0                    | 1                    | 0                    |                      |                      |
| 2015-2016  | Lightning de Tampa Bay       | LNH          | 54  | 6                | 5                | 11               | 34               | 3                | 0 | 0                    | 0                    | 0                    |                      |                      |
| 2016-2017  | Crunch de Syracuse           | LAH          | 55  | 15               | 33               | 48               | 37               | 18               | 5 | 11                   | 16                   | 22                   |                      |                      |
| 2016-2017  | Lightning de Tampa Bay       | LNH          | 13  | 0                | 0                | 0                | 4                | -                | - | -                    | -                    | -                    |                      |                      |
| 2017-2018  | Crunch de Syracuse           | LAH          | 48  | 9                | 16               | 25               | 57               | 7                | 0 | 5                    | 5                    | 6                    |                      |                      |
| 2018-2019  | Stars du Texas               | LAH          | 71  | 20               | 34               | 54               | 64               | -                | - | -                    | -                    | -                    |                      |                      |
| 2018-2019  | Stars de Dallas              | LNH          | 6   | 1                | 0                | 1                | 2                | -                | - | -                    | -                    | -                    |                      |                      |
| 2019-2020  | Eagles du Colorado           | LAH          | 53  | 16               | 19               | 35               | 56               | -                | - | -                    | -                    | -                    |                      |                      |
| Totaux LNH | Totaux LNH                   | Totaux LNH   | 372 | 40               | 59               | 99               | 176              | 26               | 3 | 6                    | 9                    | 2                    |                      |                      |